# Yemen năm 2024
Dưới đây là sự kiện trong năm tại Yemen 2024.

## Sự kiện

### Đang diễn ra
- 12 tháng 1 – Hiện tại: Không kích Yemen 2024